# Meg 2: The Trench
Meg 2: The Trench (navngivet Shark 2 i nogle områder) er en science fiction actionfilm fra 2023 instrueret af Ben Wheatley. De ter efterfølgeren til The Meg (2018), der er baseret på romanen The Trench (1999) af Steve Alten. Jon Hoeber, Erich Hoeber og Dean Georgaris vendte alle tilbage som manuskriptforfattere fra den første film, mens Jason Statham, Sophia Cai, Page Kennedy og Cliff Curtis gentog deres roller, sammen med Wu Jing, Sergio Peris-Mencheta og Skyler Samuels. Ligesom i den forgående film omhandler den en gruppe videnskabsfolk, der må flygte fra en megalodon, da en ondsindet mineorganisation truer deres mission, og tvinger dem ud i en kamp på liv og død.
Planerne for at producere en efterfølger blev afsløret i oktober 2018, efter den første film havde indtjent mange penge. Optagelserne begyndte i februar 2022 og varede indtil maj forskellige steder i Asien og på Warner Bros. Studios, Leavesden, i Watford, Hertfordshire, England.
Meg 2: The Trench havde premiere under Shanghai International Film Festival 9. juni 2023, og den blev udgivet i USA 4. august via Warner Bros. Pictures. Filmen modtog dårlige anmeldelser, men var en finansiel succes, hvor den indspillede for $397,7 mio. på verdensplan mod et budget på $129–139 million

## Medvirkende
- Jason Statham som Jonas Taylor
- Wu Jing som Jiuming Zhang[6]
- Sophia Cai som Meiying [7]
- Cliff Curtis som Mac [7]
- Page Kennedy som DJ [7]
- Sergio Peris Mencheta som Montes
- Skyler Samuels som Jess
- Melissanthi Mahut som Rigas
- Whoopie Van Raam som Curtis
- Kiran Sonia Sawar som Sal
- Felix Mayr som Lance
- Sienna Guillory som Driscoll[8]

## Eksterne Henvisninger
- Meg 2: The Trench på Internet Movie Database (engelsk)
- Meg 2: The Trench på Filmdatabasen
- Meg 2: The Trench i Svensk Filmdatabas (svensk)
- Meg 2: The Trench på AlloCiné (fransk)
- Meg 2: The Trench på MovieMeter (nederlandsk)
- Meg 2: The Trench på AllMovie (engelsk)
- Meg 2: The Trench på The Movie Database (engelsk)
- Meg 2: The Trench på Rotten Tomatoes (engelsk)
- Meg 2: The Trench på Metacritic (engelsk)
- Meg 2: The Trench på Filmaffinity (engelsk)